# Коњаник (филм)
Коњаник је хрватска историјска драма из 2003. године коју је режирао Бранко Иванда према истоименом роману Ивана Аралице. Радња се врти око хрватског најамника из 18. века који непрестано мења стране на граници Далмације и Босне, тј. између Млетачке републике и Османског царства. Главне улоге тумаче Никша Кушељ, Зринка Цвитешић и Горан Гргић.

## Улоге
- Никша Кушељ - Петар Ревач
- Зринка Цвитешић - Лејла
- Горан Гргић - Андрија
- Младен Вулић - Мујага Лалић
- Борко Перић - Иван Ревач/Никодим
- Божидар Орешковић - командант
- Дејан Аћимовић - Беговић
- Гордана Гаџић - Беговица
- Драган Деспот - Велики
- Данко Љуштина - Џафер-бег
- Динка Грубишић - сестра Домнана

## Награде и фестивали
Златна арена на фестивалу у Пули 2003. за најбољу сценографију и најбољег споредног глумца (Данко Љуштина).
На 39. међународном филмском фестивалу WorldFest у Хјустону  филм је добио награду за најбољи страни филм те награду жирија за најбољи играни филм у категорији историјског филма.
Приказан је и у службеном програму међународног филмског фестивала А категорије у Mar Del Plati.